# Vuelta al País Vasco 2012
La 52.ª edición de la Vuelta al País Vasco se disputó entre el 2 y el 7 de abril de 2012. Estuvo dividida en seis etapas: cinco en ruta y la última en contrarreloj con un total de 836,6 km. 
La prueba se integró en el UCI WorldTour 2012.
El ganador final fue Samuel Sánchez, quien además se hizo con dos etapas y la clasificación de la regularidad. Le acompañaron en el podio Joaquim Rodríguez (vencedor de dos etapas) y Bauke Mollema, respectivamente.
En las otras clasificaciones secundarias se impusieron Mads Christensen (montaña), Marco Pinotti (metas volantes) y Katusha (equipos).

## Prolegómenos

### Dificultades económicas
Tras el final del acuerdo con el Gobierno Vasco, que supuso la unificación de la carrera con la Euskal Bizikleta en 2009, volvieron a aparecer los problemas económicos del pasado. El acuerdo con dicho organismo consistía en una aportación de entre 350.000 y 400.000 € durante tres años, correspondientes al Gran Premio, con una prórroga de un año, que también incluía a la Clásica de San Sebastián. Dicha prórroga no pudo hacerse operativa debido a la crisis económica de 2008-2016 con lo que dicho gobierno "solo" pudo aportar 200.000 € en principio reservados para la Vuelta a España. Tras no encontrar un sponsor que sufragase los 150.000 € restantes necesarios para sacar las dos pruebas adelante (Vuelta al País Vasco y Clásica de San Sebastián) los organizadores hicieron público el problema e hicieron una llamada de urgencia en busca de alguien que aportase dicha cantidad. El presupuesto de las pruebas durante los últimos años había sido de 1 millón de euros para la Vuelta y 500.000 € para la Clásica los cuales el Gobierno Vasco sufragaba directamente el 25% aproximadamente. Finalmente se logró el patrocinio del Banco Guipuzcoano garantizando la disputa de la carrera durante 2 años más.

### Pequeños cambios en el recorrido final
A pesar de que el recorrido ya estuviese prácticamente diseñado un año antes, finalmente hubo pequeños cambios respecto al trazado definitivo. Destacando estos (por orden cronológico):
- Se suprimió el final de la 5.ª etapa en el Santuario de Aránzazu debido a la coincidencia con el Viernes Santo de la Semana Santa.[10]
- Se incluyó final de etapa en el alto de Ibardin[11] en la 3ª etapa, sustituyendo el final en Amurrio inicialmente previsto para la 2ª etapa.[10] Acabando esa 2ª etapa directamente en Vitoria tras pasar por Amurrio.[12]
- Se modificó el orden de las etapas debido a pruebas de tiro que hay en Arrate el Jueves Santo. Así el final en Arrate se movió a la 3ª etapa y el final en Ibardin a la 4ª.[13]
- Se suprimió la cota no puntuable de Goikouria pocos kilómetros antes de la meta en Güeñes de la 1ª etapa, debido a su peligrosidad.[14]

## Equipos participantes
Tomaron parte en la carrera 21 equipos: los 18 de categoría UCI ProTour (al ser obligada su participación); más 2 equipos de categoría Profesional Continental mediante invitación de la organización (Caja Rural y Utensilnord Named). Formando así un pelotón de 160 ciclistas aunque finalmente fueron 159 tras la baja de última hora de Heinrich Haussler (Garmin-Barracuda), con 8 corredores cada equipo (excepto el mencionado Garmin-Barracuda que salió con 7), de los que acabaron 114. Los equipos participantes fueron:
| ProTeams (18)- AG2R La Mondiale - Astana - BMC Racing Team - Euskaltel-Euskadi - FDJ-BigMat - Garmin-Barracuda - Katusha Team - Lampre-ISD - Liquigas-Cannondale - Lotto-Belisol - Movistar Team - Omega Pharma-Quick Step - GreenEDGE - Rabobank - RadioShack-Nissan - Saxo Bank - Sky - Vacansoleil - DCM Equipos continentales profesionales (2)- Caja Rural - Utensilnord Named |
| |

## Etapas

### Etapa 1 - 2 de abril de 2012:Güeñes-Güeñes, 154 km

#### Resumen
La primera etapa, con siete cotas puntuables, transcurrió por la comarca vizcaína de las Encartaciones bajo un cielo soleado. Mediado el recorrido tras haber superado con el de Ubal el único alto de primera categoría de la jornada, la cabeza de carrera estaba compuesta por los fugados David de la Fuente y Davide Mucelli: pertenecientes ambos ciclistas a los dos equipos de menor entidad invitados a la carrera por la organización, contaban en ese momento con una renta superior a los dos minutos. El escaso interés del pelotón facilitó que su ventaja se fuera incrementando hasta alcanzar prácticamente los cuatro minutos. A partir de ese momento se puso a trabajar en el grupo principal el Rabobank, lo que hizo que la renta fuera disminuyendo progresivamente.
El alto de Beci (habitual en las últimas ediciones de la ronda vasca, pero al que en esta ocasión se ascendió por la Casa de Juntas de Avellaneda y un camino hormigonado posterior) sirvió para que la diferencia descendiera hasta los 2'12", y en el tramo llano ulterior (que incluía el paso por las metas volantes de Zalla y Güeñes) la renta continuó reduciéndose hasta que fueron alcanzados por el pelotón a 15 km para la conclusión de la etapa. Para entonces, sin embargo, De la Fuente y Mucelli habían logrado los puntos suficientes para encabezar provisionalmente al término de la jornada las clasificaciones de la montaña y de las metas volantes, respectivamente.
La última dificultad del día era la tachuela de San Cosme, cuya cima se situaba a 10 km de meta. Sin embargo, durante su ascensión se produjo una caída en las primeras posiciones del pelotón que motivó un parón y la ausencia de ataques en el resto de la subida, a excepción de un Wesley Sulzberger cuyo intento no prosperó. Ya en la bajada se produjo en cabeza un pequeño corte de cinco corredores que tampoco logró marcharse del grupo, del mismo modo que no pudo hacerlo instantes después el dúo compuesto por Daniel Navarro y Oliver Zaugg.
De esta forma la victoria de etapa y el primer maillot de líder de esa edición se decidieron en la llegada al sprint del nutrido pelotón a la recta de meta de Güeñes. En dicha lid, y en ausencia de un equipo que organizara y lanzara la disputa del triunfo, fue José Joaquín Rojas quien impuso su punta de velocidad frente a un Wouter Poels al que batió esprintando por su parte derecha. Los favoritos a la victoria final en la clasificación general llegaron en ese mismo grupo principal.

#### Clasificaciones
|   | Ciclista           | Equipo              | Tiempo          |
| - | ------------------ | ------------------- | --------------- |
| 1 | José Joaquín Rojas | Movistar            | 3 h 57 min 44 s |
| 2 | Wouter Poels       | Vacansoleil-DCM     | m.t.            |
| 3 | Fabian Wegmann     | Garmin-Barracuda    | m.t.            |
| 4 | Daniele Ratto      | Liquigas-Cannondale | m.t.            |
| 5 | Arthur Vichot      | FDJ-Big Mat         | m.t.            |

|   | Ciclista           | Equipo              | Tiempo          |
| - | ------------------ | ------------------- | --------------- |
| 1 | José Joaquín Rojas | Movistar            | 3 h 57 min 44 s |
| 2 | Wouter Poels       | Vacansoleil-DCM     | m.t.            |
| 3 | Fabian Wegmann     | Garmin-Barracuda    | m.t.            |
| 4 | Daniele Ratto      | Liquigas-Cannondale | m.t.            |
| 5 | Arthur Vichot      | FDJ-Big Mat         | m.t.            |

### Etapa 2 - 3 de abril de 2012:Güeñes-Vitoria, 165,7 km

#### Resumen
El regreso de la ronda vasca a Vitoria, meta de gran tradición pero que no había acogido un final de etapa en las tres ediciones anteriores, incluía la habitual línea de llegada en la Avenida de Gasteiz. La etapa, con un perfil quebrado pero sin grandes puertos y disputada bajo un cielo nuboso y con intervalos de lluvia, se antojaba propicia para una resolución al sprint antes de las dos etapas de montaña.  
Tras el paso por San Cosme, primera cota del día, quedó establecido en cabeza de carrera un quinteto compuesto por Mads Christensen, Jérôme Pineau, Thibaut Pinot, Gabriele Bosisio y Julián Sánchez Pimienta. Estos cinco hombres llegaron a contar con una renta de casi siete minutos, ventaja que fue reduciéndose cuando equipos como Rabobank y GreenEDGE empezaron a tirar del pelotón hasta ser finalmente neutralizados a falta de 13 km. La fuga sirvió para que Sánchez Pimienta se hiciera con el liderato provisional en la clasificación de las metas volantes.
Poco después, y ya en la suave ascensión a Zaldiaran (última cota de la jornada), se produjo un intento de fuga por parte de Eduard Vorganov, Wesley Sulzberger, Aleksandr Dyachenko y Dominik Nerz, tentativa que fue neutralizada por un Astana que buscaba una llegada masiva en Vitoria que favoreciera los intereses de su velocista Francesco Gavazzi. El conjunto kazajo prolongó su control del grupo en el descenso posterior hacia la capital alavesa, donde no se produjeron movimientos.
Ya inmersos en las calles vitorianas aparecieron en cabeza del pelotón varios ciclistas del GreenEDGE para preparar la llegada a Allan Davis, su hombre rápido. Uno de esos lanzadores, el sudafricano Daryl Impey, tomó a la salida de una rotonda unos metros de ventaja respecto al grupo que posteriormente rentabilizó para hacerse con la victoria de etapa, el mayor triunfo de su carrera como profesional. El pelotón no logró superarle pero sí pudo alcanzarle y cruzar la línea de meta con el mismo tiempo, evitando así un cambio en el liderato; el primero del grupo fue precisamente su compañero y teórico jefe Davis, que celebró el doblete del conjunto australiano entrando también con los brazos en alto.

#### Clasificaciones
|   | Ciclista           | Equipo    | Tiempo          |
| - | ------------------ | --------- | --------------- |
| 1 | Daryl Impey        | GreenEDGE | 4 h 10 min 07 s |
| 2 | Allan Davis        | GreenEDGE | m.t.            |
| 3 | Davide Appollonio  | Sky       | m.t.            |
| 4 | José Joaquín Rojas | Movistar  | m.t.            |
| 5 | Michael Matthews   | Rabobank  | m.t.            |

|   | Ciclista           | Equipo              | Tiempo          |
| - | ------------------ | ------------------- | --------------- |
| 1 | José Joaquín Rojas | Movistar            | 8 h 07 min 51 s |
| 2 | Daniele Ratto      | Liquigas-Cannondale | m.t.            |
| 3 | Fabian Wegmann     | Garmin-Barracuda    | m.t.            |
| 4 | Daryl Impey        | GreenEDGE           | m.t.            |
| 5 | Francesco Gavazzi  | Astana              | m.t.            |

### Etapa 3 - 4 de abril de 2012:Vitoria-Éibar(Arrate), 164 km

#### Resumen
Ya en los primeros kilómetros de etapa se formó una fuga de cinco corredores: José Herrada, Jussi Veikkanen, Mads Christensen, Antonio Piedra y Davide Mucelli, quienes pronto se hicieron con una renta de más de cuatro minutos respecto al pelotón. Sin embargo, Veikkanen y Christensen se mostraron molestos con el desempeño de Piedra y propiciaron a su vez nuevos ataques para tratar de descolgarle. De esta forma el grupo se rompió, quedando en cabeza de carrera Herrada y Christensen (a quienes para el paso por Miñota logró unirse Veikkanen), seguidos a cada vez más distancia por sus excompañeros de fuga Mucelli y Piedra.
En la primera subida a Arrate (Ixua) el Lampre y el Lotto endurecieron la carrera al imponer un fuerte ritmo tanto en la aproximación al puerto como en su ascensión, hecho que favoreció que la ventaja de los fugados disminuyera rápidamente y que estos fueran siendo alcanzados sucesivamente, a excepción de un Herrada que se mantenía en cabeza ya en solitario. Al margen de la marcha impuesta por los equipos italiano y belga, fue el Katusha (aunque no con sus principales nombres) el que movió el grupo principal: tras un primer ataque infructuoso de Alberto Losada, fueron Ángel Vicioso y Giampaolo Caruso quienes se marcharon mientras que entre los favoritos no se produjeron movimientos. De esta forma fue Herrada quien pasó en primer lugar por la cima seguido a 1'12 por los dos ciclistas del equipo ruso (quienes ya habían coincidido años atrás en el Liberty Seguros) y con el pelotón a 1'22".
En el alto de San Miguel fueron los hombres de Euskaltel-Euskadi los que tiraron del grupo principal. Herrada coronó el puerto solo pero en la bajada fue alcanzado por Vicioso y Caruso, mientras que el pelotón continuaba acercándose. Tras el paso por Elgóibar y Éibar, Herrada se descolgó a la salida de la villa armera para ser neutralizado por el grupo principal.
La segunda y definitiva ascensión a Arrate (Usartza) empezó con el pelotón dando caza a los dos hombres del Katusha. A 5 km de meta atacó Chris Horner seguido de Kiserlovski, pero ambos fueron alcanzados. Poco después el que atacó fue Joaquim Rodríguez seguido por el propio Horner: el dúo, convertido en terceto al sumarse a ellos desde atrás Samuel Sánchez, logró hacerse con unos diez segundos de ventaja sobre un grupo perseguidor formado por Cunego, Scarponi, Dani Moreno, Kiserlovski y Tony Martin. En la cima, situada a 2 km de meta, la renta de los tres fugados se mantuvo al tiempo que el grupo de favoritos que les seguía se vio ampliado hasta las diecisiete unidades al conectar desde atrás otro grupo con hombres como Van den Broeck, Mollema, Poels, Hesjedal y Kiryienka.
En la suave bajada hacia la tradicional llegada junto al Santuario de Arrate los tres hombres cabeza de carrera se jugaron el triunfo de etapa y el liderato: Samuel Sánchez entró en cabeza en la sucesión final de curvas izquierda-derecha y cruzó la línea de meta en primera posición, logrando la victoria en Arrate por tercer año consecutivo y haciéndose con el maillot amarillo provisional, con Rodríguez y Horner con el mismo tiempo. El grupo con el resto de favoritos llegó a 12".

#### Clasificaciones
|   | Ciclista          | Equipo            | Tiempo          |
| - | ----------------- | ----------------- | --------------- |
| 1 | Samuel Sánchez    | Euskaltel-Euskadi | 3 h 58 min 15 s |
| 2 | Joaquim Rodríguez | Katusha           | m.t.            |
| 3 | Chris Horner      | RadioShack-Nissan | m.t.            |
| 4 | Bauke Mollema     | Rabobank          | a 12 s          |
| 5 | Damiano Cunego    | Lampre-ISD        | m.t.            |

|   | Ciclista          | Equipo            | Tiempo           |
| - | ----------------- | ----------------- | ---------------- |
| 1 | Samuel Sánchez    | Euskaltel-Euskadi | 12 h 06 min 06 s |
| 2 | Chris Horner      | RadioShack-Nissan | m.t.             |
| 3 | Joaquim Rodríguez | Katusha           | m.t.             |
| 4 | Ryder Hesjedal    | Garmin-Barracuda  | a 12 s           |
| 5 | Wouter Poels      | Vacansoleil-DCM   | m.t.             |

### Etapa 4 - 5 de abril de 2012:Éibar-Vera de Bidasoa(Ibardin), 151 km

#### Resumen
En la cuarta jornada tuvo lugar el regreso a la cima navarra de Ibardin: antaño uno de los finales de etapa clásicos de la carrera (lo fue de manera consecutiva durante catorce años, entre 1981 y 1994), la ronda vasca volvía a la cumbre de Vera de Bidasoa tras una larga ausencia durante las diecisiete ediciones previas. El reencuentro sería por partida doble: después de una primera ascensión los ciclistas se internarían brevemente en el País Vasco francés para posteriormente retornar y subir Ibardin por segunda vez. En esta segunda y última ascensión los ciclistas, una vez llegados a la cima, serían desviados en el cruce para realizar unos metros finales inéditos: una dura rampa con tramos de más del 20% de desnivel hasta llegar a la línea de meta.
Tras los primeros kilómetros se creó una escapada de cinco corredores: Ángel Madrazo, Diego Ulissi, Marcelino García, Maciej Paterski y Eugeni Petrov. Camino de Aritxulegi se formó un grupo intermedio cuando saltaron del pelotón dos hombres del GreenEDGE, Christian Meier y Wesley Sulzberger; estos dos ciclistas lograron posteriormente conectar con la cabeza de carrera, de forma que un grupo de siete corredores coronó Agiña con 1'41" sobre un grupo principal comandado por el Euskaltel-Euskadi del líder Samuel Sánchez.
En ese momento se sucedieron diversas tentativas en el pelotón; en una de ellas se marchó el ciclista local Patxi Vila, quien con su cabalgada logró conectar con los de delante. Al primer paso por Ibardin los hombres de cabeza contaban con un minuto sobre el pelotón. Tras los ocho fugados se formó un dúo perseguidor compuesto por Michael Albasini y Nicki Sørensen, que también llegaron al frente para ampliar la nómina de fugados a diez corredores. Con una renta inferior al minuto, varios de sus componentes se fueron descolgando para ser sucesivamente neutralizados por el pelotón.
La segunda y definitiva subida a Ibardin empezó marcado por el fuerte ritmo impuesto por el Omega Pharma-QuickStep, alcanzándose mediado el puerto a Albasini, último superviviente de la fuga. Poco después atacó Maxime Monfort, sin éxito; el pelotón llegó de esta forma al cruce de la cima íntegro y sin fracturarse. Tomado ya el desvío fue Tony Martin quien se puso al frente del grupo, pero el contrarrelojista alemán se vio rápidamente superado con la llegada de los primeros metros con una mayor pendiente.
El primer ataque con la dura rampa ya iniciada corrió a cargo de Poels, a cuya rueda salieron Joaquim Rodríguez, Samuel Sánchez y Henao; estos cuatro hombres se hicieron con unos metros respecto al resto de favoritos. Poco después llegó el ataque decisivo: Joaquim Rodríguez, especialista en ese tipo de finales caracterizados por una pronunciada pendiente, se marchó en solitario hasta la línea de meta para conseguir la victoria de etapa y el liderato de la clasificación general. Tras él llegaron Samuel Sánchez (a 9", cediendo así el maillot amarillo) y el dúo compuesto por Henao y Kiserlovski (a 12"). El resto de favoritos fueron llegando a meta con pérdidas mayores: a 16" entraron Scarponi, Van den Broeck, Poels o Hesjedal, mientras que a 21" lo hicieron Cunego, Tony Martin, Horner y Mollema.

#### Clasificaciones
|   | Ciclista             | Equipo            | Tiempo          |
| - | -------------------- | ----------------- | --------------- |
| 1 | Joaquim Rodríguez    | Katusha           | 3 h 55 min 56 s |
| 2 | Samuel Sánchez       | Euskaltel-Euskadi | a 9 s           |
| 3 | Sergio Henao         | Sky               | a 12 s          |
| 4 | Robert Kiserlovski   | Astana            | m.t.            |
| 5 | Lars Petter Nordhaug | Sky               | a 16 s          |

|   | Ciclista           | Equipo            | Tiempo           |
| - | ------------------ | ----------------- | ---------------- |
| 1 | Joaquim Rodríguez  | Katusha           | 16 h 02 min 02 s |
| 2 | Samuel Sánchez     | Euskaltel-Euskadi | a 9 s            |
| 3 | Chris Horner       | RadioShack-Nissan | a 21 s           |
| 4 | Robert Kiserlovski | Astana            | a 24 s           |
| 5 | Sergio Henao       | Sky               | m.t.             |

### Etapa 5 - 6 de abril de 2012:Vera de Bidasoa-Oñate, 183 km

#### Resumen
En una jornada caracterizada por el frío y la lluvia, alrededor del kilómetro 80 se formó una escapada de 16 corredores, ninguno bien situado en la clasificación general. Aunque llegaron a contar con una ventaja en torno a los cinco minutos, cuando el equipo Sky tomó el mando del pelotón al paso por el puerto de Elosua la renta bajó rápidamente hasta ser neutralizados definitivamente durante la ascensión a Deskarga.
Posteriormente se formó una nueva fuga de 9 corredores: Appollonio, Caruso, Nerz, Petrov, Kiserlovski, Arroyo, Pinotti, Jesús Hernández y Malori. Estos nueve corredores pasaron por Oñate con 20" sobre el pelotón. La presencia de Kiserlovski (cuarto en la general, a 24" del líder) hizo que en el pelotón empezaran a trabajar el Katusha y otros para echar abajo la fuga; sin embargo, la renta siguió aumentando.
En la ascensión a Asentzio atacó precisamente Kiserlovski, quien se marchó en solitario dejando atrás al resto de escapados. Este movimiento del croata aumentó el nerviosismo en un pelotón cada vez más reducido, donde fueron favoritos como Samuel Sánchez o Scarponi quienes tuvieron que tirar del grupo en la subida para evitar que su desventaja siguiera aumentando. Pese a todo, Kiserlovski coronó el puerto con 45" sobre el grupo principal. En el terreno posterior el Katusha puso al frente del pelotón a Simon Špilak primero y Dani Moreno después en su intento por reducir la ventaja de Kiserlovski, quien a falta de 10 km seguía contando no obstante con 38" sobre ese grupo de favoritos.
Se llegó así al repecho de Garagaltza, un muro de menos de un kilómetro pero con una gran pendiente. Al igual que ocurriera en la rampa final un día antes, Tony Martin se situó encabezando el pelotón al inicio de la cuesta para posteriormente y conforme aumentaba el desnivel ir perdiendo posiciones, y el ataque que rompió el grupo de favoritos vino de nuevo de Joaquim Rodríguez: a su rueda solo aguantó Samuel Sánchez, mientras el resto iban cediendo terreno. La pareja formada por el primer y segundo clasificados en la general coronó la subida (situada a 3 km de meta) al mismo tiempo que alcanzaba a Kiserlovski. En el empinado descenso, con el suelo mojado, el líder Purito evitó que Samuel Sánchez se le marchara bajando y después ambos colaboraron para tratar de aumentar su renta respecto a otros favoritos.
Ya en Oñate fue el propio Joaquim Rodríguez quien salió el primero de la última rotonda y en la recta final esprintó para hacerse con su segunda victoria de etapa consecutiva por delante de un Samuel Sánchez que no pudo superarle en esos últimos metros, mientras que Kiserlovski no pudo emular ese arreón y se dejó 2" en meta. El resto de favoritos a hacerse con el maillot amarillo de ganador de la clasificación general cedió tiempo de cara a la decisiva contrarreloj final del día siguiente: a 5" llegaron Kiryienka, Nordhaug o Scarponi, a 7" Van den Broeck y a 12" Mollema, pero fueron Tony Martin y Chris Horner quienes acumularon un mayor retraso al llegar a 23" del dúo de cabeza.

#### Clasificaciones
|   | Ciclista             | Equipo            | Tiempo          |
| - | -------------------- | ----------------- | --------------- |
| 1 | Joaquim Rodríguez    | Katusha           | 4 h 27 min 16 s |
| 2 | Samuel Sánchez       | Euskaltel-Euskadi | m.t.            |
| 3 | Robert Kiserlovski   | Astana            | a 2 s           |
| 4 | Vasil Kiryienka      | Movistar          | a 5 s           |
| 5 | Lars Petter Nordhaug | Sky               | m.t.            |

|   | Ciclista             | Equipo            | Tiempo           |
| - | -------------------- | ----------------- | ---------------- |
| 1 | Joaquim Rodríguez    | Katusha           | 20 h 29 min 18 s |
| 2 | Samuel Sánchez       | Euskaltel-Euskadi | a 9 s            |
| 3 | Robert Kiserlovski   | Astana            | a 26 s           |
| 4 | Lars Petter Nordhaug | Sky               | a 33 s           |
| 5 | Michele Scarponi     | Lampre-ISD        | m.t.             |

### Etapa 6 - 7 de abril de 2012:Oñate-Oñate(CRI), 18,9 km

#### Resumen
La última etapa consistía en una contrarreloj de 18,9 km con salida y llegada en el casco urbano de Oñate: tras el arranque sinuoso por unas calles empedradas que conducían a la dura rampa de Zumeltzegi se pasaba a un tramo llano donde estaría situado el punto intermedio de cronometraje (mediado el trazado, en el kilómetro 9,8) y una parte final que incluía el muro de Garagaltza y su complicado descenso hasta el centro de la villa para concluir en la Plaza de los Fueros, donde estaba ubicada la línea de meta. Con los principales favoritos al triunfo final distanciados en menos de un minuto en la general tras las cinco jornadas en línea, la jornada, con la dureza y la peligrosidad añadida de la lluvia y el frío, se presentaba decisiva para decidir los puestos de honor, incluido el ganador y sus acompañantes en el podio.
El primer tiempo de referencia fue el registrado por Marco Pinotti, especialista contra el crono que se encontraba no obstante fuera de la lucha por la general. Entre los favoritos el primero en mejorar su tiempo fue Tony Martin, vigente campeón del mundo contrarreloj que necesitaba remontar los 56" que había cedido en las jornadas montañosas precedentes. Poco después el tiempo del alemán sería batido por un segundo por el joven neerlandés Bauke Mollema, quien se postulaba así para los puestos de podio. Por el contrario, otros como Michele Scarponi, Jurgen Van den Broeck o Chris Horner no tuvieron la actuación deseada y se quedaron sin opciones.
El ganador de la jornada fue Samuel Sánchez: se hizo con el maillot amarillo de la clasificación general y el triunfo de etapa tras marcar el mejor tiempo del día, concluyendo la ronda vasca con un balance que incluía la general, dos victorias de etapa y la regularidad. El jefe de filas del Euskaltel-Euskadi dio así al conjunto vasco su segundo éxito en la carrera de casa, que no ganaba desde que lo hiciera por primera vez en 2003 por medio de Iban Mayo. El hasta entonces líder, Joaquim Rodríguez, completó pese a no ser un especialista una buena contrarreloj que si bien no fue suficiente para mantenerse al frente de la general (por 12") sí le permitió subir al podio como segundo clasificado, mientras que el citado Mollema ocupó el tercer cajón. Damiano Cunego, habitualmente poco competitivo en las pruebas cronometradas, realizó en esta ocasión un buen tiempo y finalizó cuarto en la general, a escasos 5" del podio.

#### Clasificaciones
|   | Ciclista       | Equipo                 | Tiempo      |
| - | -------------- | ---------------------- | ----------- |
| 1 | Samuel Sánchez | Euskaltel-Euskadi      | 28 min 48 s |
| 2 | Bauke Mollema  | Rabobank               | a 6 s       |
| 3 | Tony Martin    | Omega Pharma-QuickStep | a 7 s       |
| 4 | Marco Pinotti  | BMC Racing             | a 15 s      |
| 5 | Damiano Cunego | Lampre-ISD             | a 16 s      |

|   | Ciclista          | Equipo                 | Tiempo           |
| - | ----------------- | ---------------------- | ---------------- |
| 1 | Samuel Sánchez    | Euskaltel-Euskadi      | 20 h 58 min 15 s |
| 2 | Joaquim Rodríguez | Katusha                | a 12 s           |
| 3 | Bauke Mollema     | Rabobank               | a 42 s           |
| 4 | Damiano Cunego    | Lampre-ISD             | a 47 s           |
| 5 | Tony Martin       | Omega Pharma-QuickStep | a 54 s           |

## Clasificaciones finales
- Las clasificaciones finalizaron de la siguiente forma[19]:

### Clasificación general
| \| Clasificación general \| Clasificación general \| Clasificación general \| Clasificación general \| Clasificación general \| \| Ciclista \| Ciclista \| Equipo \| Tiempo \| \| \| --------------------- \| ---------------------- \| ----------------------- \| --------------------- \| --------------------- \| \| 1.º \| Samuel Sánchez \| Euskaltel-Euskadi \| 20 h 58 min 15 s \| \| \| 2.º \| Joaquim Rodríguez \| Katusha \| + 12 s \| \| \| 3.º \| Bauke Mollema \| Rabobank \| + 42 s \| \| \| 4.º \| Damiano Cunego \| Lampre-ISD \| + 47 s \| \| \| 5.º \| Tony Martin \| Omega Pharma-Quick Step \| + 54 s \| \| \| 6.º \| Lars Petter Nordhaug \| Team Sky \| + 1 min 03 s \| \| \| 7.º \| Jean-Christophe Péraud \| AG2R La Mondiale \| + 1 min 07 s \| \| \| 8.º \| Michele Scarponi \| Lampre-ISD \| + 1 min 19 s \| \| \| 9.º \| Chris Horner \| RadioShack-Nissan \| + 1 min 27 s \| \| \| 10.º \| Simon Špilak \| Katusha \| + 1 min 29 s \| \| \| 11.º \| Robert Kiserlovski \| Astana \| + 1 min 31 s \| \| \| 12.º \| Jurgen van den Broeck \| Lotto-Belisol \| + 1 min 36 s \| \| \| 13.º \| Sergio Luis Henao \| Team Sky \| + 1 min 39 s \| \| \| 14.º \| Vasil Kiryienka \| Movistar Team \| + 1 min 45 s \| \| \| 15.º \| Rui Alberto Costa \| Movistar Team \| + 1 min 47 s \| \| \| 16.º \| Dani Navarro \| Saxo Bank \| + 1 min 57 s \| \| \| 17.º \| Wout Poels \| Vacansoleil-DCM \| + 2 min 01 s \| \| \| 18.º \| Christophe Riblon \| AG2R La Mondiale \| + 2 min 10 s \| \| \| 19.º \| Ryder Hesjedal \| Garmin-Barracuda \| + 2 min 26 s \| \| \| 20.º \| Tom Danielson \| Garmin-Barracuda \| + 2 min 29 s \| \| |                        |                         |                  |
| |                        |                         |                  |
| Fuente: ProCyclingStats |                        |                         |                  |
| Clasificación general |                        |                         |                  |
| Ciclista | Ciclista               | Equipo                  | Tiempo           |
| 1.º | Samuel Sánchez         | Euskaltel-Euskadi       | 20 h 58 min 15 s |
| 2.º | Joaquim Rodríguez      | Katusha                 | + 12 s           |
| 3.º | Bauke Mollema          | Rabobank                | + 42 s           |
| 4.º | Damiano Cunego         | Lampre-ISD              | + 47 s           |
| 5.º | Tony Martin            | Omega Pharma-Quick Step | + 54 s           |
| 6.º | Lars Petter Nordhaug   | Team Sky                | + 1 min 03 s     |
| 7.º | Jean-Christophe Péraud | AG2R La Mondiale        | + 1 min 07 s     |
| 8.º | Michele Scarponi       | Lampre-ISD              | + 1 min 19 s     |
| 9.º | Chris Horner           | RadioShack-Nissan       | + 1 min 27 s     |
| 10.º | Simon Špilak           | Katusha                 | + 1 min 29 s     |
| 11.º | Robert Kiserlovski     | Astana                  | + 1 min 31 s     |
| 12.º | Jurgen van den Broeck  | Lotto-Belisol           | + 1 min 36 s     |
| 13.º | Sergio Luis Henao      | Team Sky                | + 1 min 39 s     |
| 14.º | Vasil Kiryienka        | Movistar Team           | + 1 min 45 s     |
| 15.º | Rui Alberto Costa      | Movistar Team           | + 1 min 47 s     |
| 16.º | Dani Navarro           | Saxo Bank               | + 1 min 57 s     |
| 17.º | Wout Poels             | Vacansoleil-DCM         | + 2 min 01 s     |
| 18.º | Christophe Riblon      | AG2R La Mondiale        | + 2 min 10 s     |
| 19.º | Ryder Hesjedal         | Garmin-Barracuda        | + 2 min 26 s     |
| 20.º | Tom Danielson          | Garmin-Barracuda        | + 2 min 29 s     |

### Clasificación de la regularidad
| Clasificación por puntos | Clasificación por puntos | Clasificación por puntos | Clasificación por puntos | Clasificación por puntos |
| Ciclista                 | Ciclista                 | Equipo                   | Puntos                   |                          |
| ------------------------ | ------------------------ | ------------------------ | ------------------------ | ------------------------ |
| 1.º                      | Samuel Sánchez           | Euskaltel-Euskadi        | 91 pts                   |                          |
| 2.º                      | Joaquim Rodríguez        | Katusha                  | 80 pts                   |                          |
| 3.º                      | José Joaquín Rojas       | Movistar Team            | 39 pts                   |                          |
| 4.º                      | Robert Kiserlovski       | Astana                   | 37 pts                   |                          |
| 5.º                      | Damiano Cunego           | Lampre-ISD               | 36 pts                   |                          |
| 6.º                      | Bauke Mollema            | Rabobank                 | 35 pts                   |                          |
| 7.º                      | Daniele Ratto            | Liquigas-Cannondale      | 34 pts                   |                          |
| 8.º                      | Daryl Impey              | GreenEDGE                | 32 pts                   |                          |
| 9.º                      | Lars Petter Nordhaug     | Team Sky                 | 31 pts                   |                          |
| 10.º                     | Tony Martin              | Omega Pharma-Quick Step  | 29 pts                   |                          |

### Clasificación de la montaña
| Clasificación de la montaña | Clasificación de la montaña | Clasificación de la montaña | Clasificación de la montaña | Clasificación de la montaña |
| Ciclista                    | Ciclista                    | Equipo                      | Puntos                      |                             |
| --------------------------- | --------------------------- | --------------------------- | --------------------------- | --------------------------- |
| 1.º                         | Mads Christensen            | Saxo Bank                   | 35 pts                      |                             |
| 2.º                         | David de la Fuente          | Caja Rural                  | 30 pts                      |                             |
| 3.º                         | José Herrada                | Movistar Team               | 30 pts                      |                             |
| 4.º                         | Yevgueni Petrov             | Astana                      | 22 pts                      |                             |
| 5.º                         | Diego Ulissi                | Lampre-ISD                  | 19 pts                      |                             |
| 6.º                         | Joaquim Rodríguez           | Katusha                     | 16 pts                      |                             |
| 7.º                         | Samuel Sánchez              | Euskaltel-Euskadi           | 16 pts                      |                             |
| 8.º                         | Robert Kiserlovski          | Astana                      | 12 pts                      |                             |
| 9.º                         | Chris Horner                | RadioShack-Nissan           | 10 pts                      |                             |
| 10.º                        | Ángel Vicioso               | Katusha                     | 8 pts                       |                             |

### Clasificación de las metas volantes
| Clasificación de las metas volantes | Clasificación de las metas volantes | Clasificación de las metas volantes | Clasificación de las metas volantes | Clasificación de las metas volantes |
| Ciclista                            | Ciclista                            | Equipo                              | Puntos                              |                                     |
| ----------------------------------- | ----------------------------------- | ----------------------------------- | ----------------------------------- | ----------------------------------- |
| 1.º                                 | Marco Pinotti                       | BMC Racing Team                     | 8 pts                               |                                     |
| 2.º                                 | Mads Christensen                    | Saxo Bank                           | 8 pts                               |                                     |
| 2.º                                 | José Herrada                        | Movistar Team                       | 5 pts                               |                                     |
| 3.º                                 | Robert Kiserlovski                  | Astana                              | 6 pts                               |                                     |
| 4.º                                 | Michael Albasini                    | GreenEDGE                           | 5 pts                               |                                     |

### Clasificación por equipos
| Clasificación por equipos | Clasificación por equipos | Clasificación por equipos | Clasificación por equipos |
| Equipo                    | Equipo                    | Tiempo                    |                           |
| ------------------------- | ------------------------- | ------------------------- | ------------------------- |
| 1.º                       | Katusha Team              | 63 h 00 min 18 s          |                           |
| 2.º                       | Sky                       | + 2 s                     |                           |
| 3.º                       | RadioShack-Nissan         | + 1 min 32 s              |                           |
| 4.º                       | Movistar Team             | + 1 min 45 s              |                           |
| 5.º                       | AG2R La Mondiale          | + 3 min 11 s              |                           |

## Evolución de las clasificaciones
| Etapa (Vencedor)                | Clasificación general | Clasificación de la montaña | Clasificación de la regularidad | Clasificación de las metas volantes | Clasificación por equipos |
| ------------------------------- | --------------------- | --------------------------- | ------------------------------- | ----------------------------------- | ------------------------- |
| 1ª etapa (José Joaquín Rojas)   | José Joaquín Rojas    | David de la Fuente          | José Joaquín Rojas              | Davide Mucelli                      | Vacansoleil-DCM           |
| 2ª etapa (Daryl Impey)          | José Joaquín Rojas    | David de la Fuente          | José Joaquín Rojas              | Julián Sánchez Pimienta             | GreenEDGE                 |
| 3ª etapa (Samuel Sánchez)       | Samuel Sánchez        | Mads Christensen            | José Joaquín Rojas              | Mads Christensen                    | Katusha                   |
| 4ª etapa (Joaquim Rodríguez)    | Joaquim Rodríguez     | Mads Christensen            | Samuel Sánchez                  | Mads Christensen                    | Katusha                   |
| 5ª etapa (Joaquim Rodríguez)    | Joaquim Rodríguez     | Mads Christensen            | Joaquim Rodríguez               | Marco Pinotti                       | Sky                       |
| 6ª etapa (CRI) (Samuel Sánchez) | Samuel Sánchez        | Mads Christensen            | Samuel Sánchez                  | Marco Pinotti                       | Katusha                   |
| Final                           | Samuel Sánchez        | Mads Christensen            | Samuel Sánchez                  | Marco Pinotti                       | Katusha                   |

## Cobertura televisiva
La retransmisión televisiva de la carrera corrió a cargo de ETB, la televisión pública vasca, que emitió todas las etapas en directo a través de ETB 1 y en diferido por ETB Sat. Además de dos motos y las cámaras fijas de meta, se contó también con un helicóptero para obtener imágenes aéreas. El narrador de las retransmisiones fue Fermin Aramendi, máximo responsable de ciclismo en dicha cadena, secundado en los comentarios por el exciclista y presentador de informativos Xabier Usabiaga. El periodista Alfonso Arroio seguía in situ la carrera desde una moto, entrevistando a los directores deportivos que iban en los coches y dando referencias de tiempos y dorsales, además de entrevistar a los ciclistas más destacados al término de cada etapa.
La señal televisiva de la carrera fue facilitada asimismo a otras cadenas:
- Teledeporte (canal deportivo de TVE) (en diferido)
- Eurosport (Europa)
- Universal Sports TV (Norteamérica)
- RAI Sport 2 (Italia)
- Sport+ (Francia y satélites en Europa)
- Forta (televisiones autonómicas de España)